# Печенга

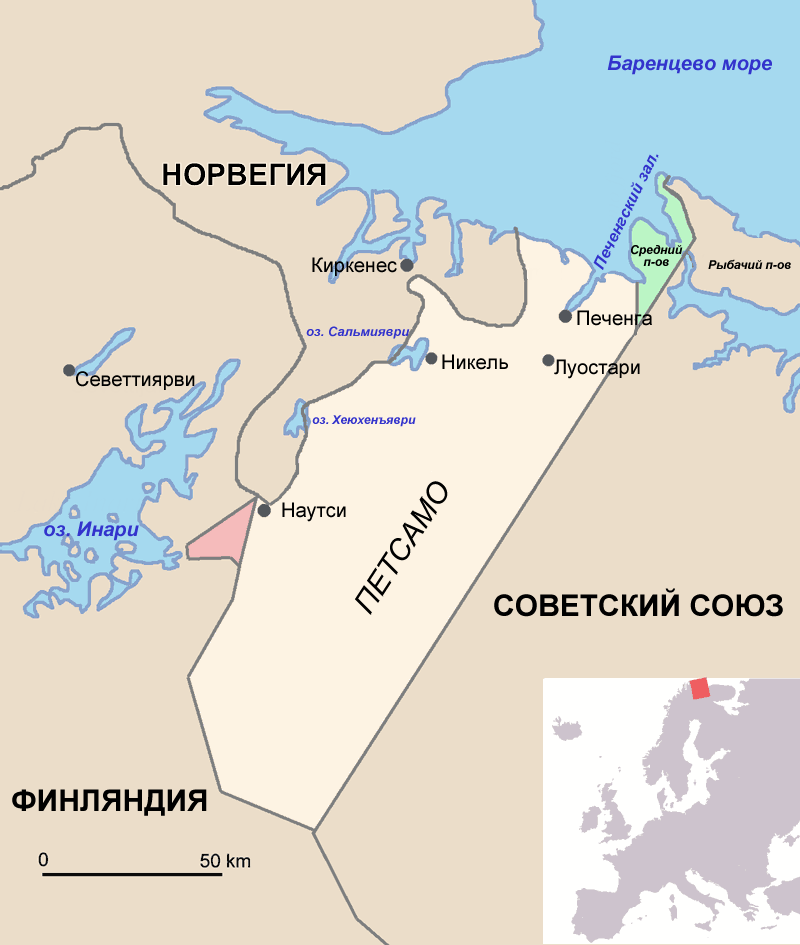
Печенга в составе финской губернии Петсамо

Пе́ченга (в 1920—1944 годах Пе́тсамо, фин. Petsamo) — посёлок городского типа в Печенгском районе Мурманской области.

## География
Посёлок находится на реке Печенга, в 120 км на северо-запад от Мурманска, неподалёку от Печенгской губы Баренцева моря и на 10 км на восток от норвежской земли.
Включён в перечень населённых пунктов Мурманской области, подверженных угрозе лесных пожаров.

## История

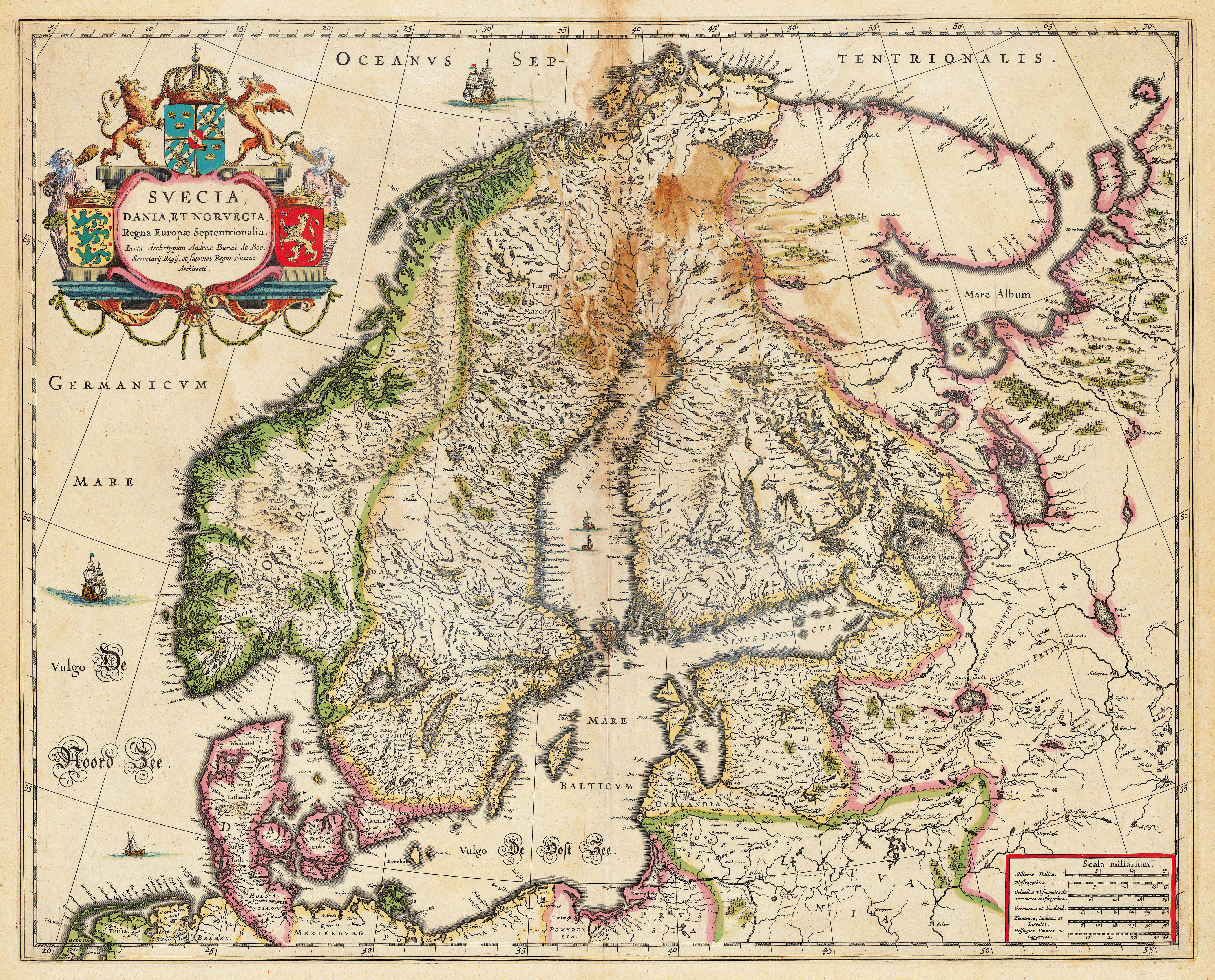
Печенга (Petzinka A.) на карте 1667 года «Svecia, Dania et Norvegia»

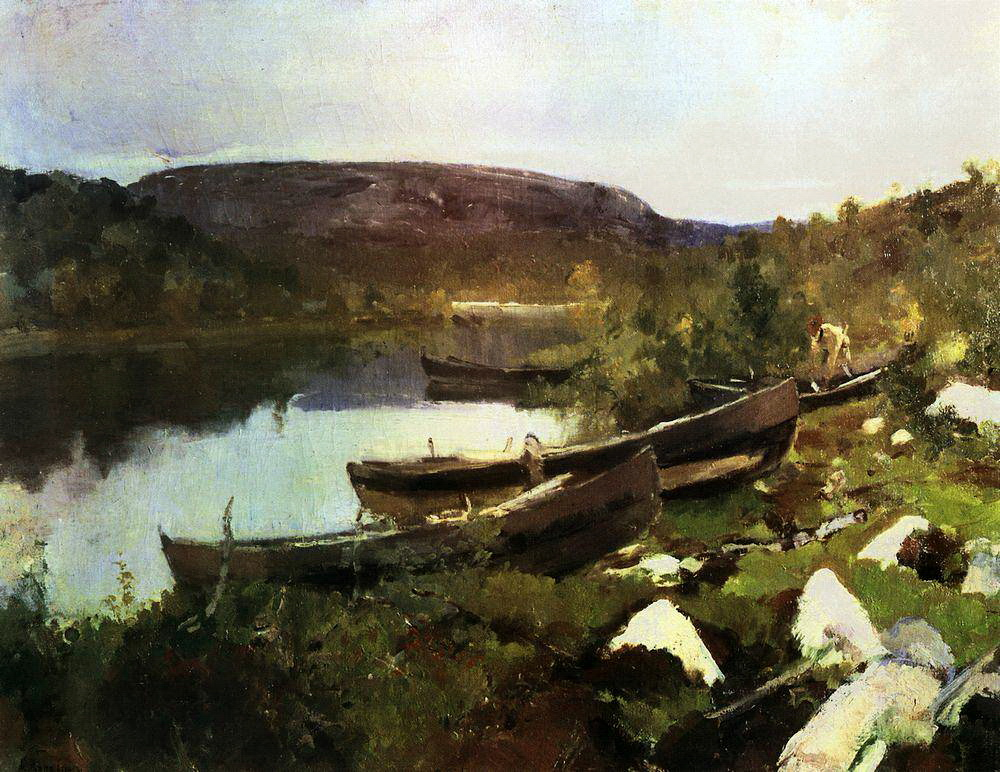
Картина К. А. Коровина «Ручей Святого Трифона. Печенга», 1894 год

### Ранняя история
В районе Печенги жили коренные народы квены и саамы.
В Русском царстве Печенга стала известна после того, как в 1532—1533 годах, по благословению Новгородского архиепископа Макария, преподобный Трифон Печенгский построил православный храм и основал на реке Печенге монастырь во имя Святой Троицы, для обращения местных жителей в православную веру. Спустя полвека, в 1589 году шведы разрушили монастырь. Затем, по указу царя Фёдора Иоанновича, монастырь перенесли за реку Колу «против острога на острову». А на месте разрушенного монастыря построили церковь имени преподобного Трифона, «страны северныя просветителя, Печенгского чудотворца», а над могилой святого — храм Сретения Господня. В 1764 году монастырь был закрыт, в 1885 году восстановлен «для противодействия пропаганде католиков, лютеран и раскольников и для распространения православия среди лопарей».
В Российской империи Печенга входила сперва в состав Архангелогородской губернии, а позже — Вологодской губернии, Архангельской губернии.
Во время первой мировой войны порт Лиинахамари, расположенный неподалёку во фьорде Петсамовуоно, имел большое значение для экономики Финляндского княжества и России из-за немецкой угрозы на Балтийском море.

### В составе Финляндии
В середине января 1918 года на территорию России началось проникновение финских отрядов, направленных на явочную оккупацию Восточной Карелии.
6—7 марта 1918 года было выпущено официальное заявление главы финляндского государства — регента Пера Эвинда Свинхувуда о том, что Финляндия готова пойти на мир с Россией на «умеренных Брестских условиях», в случае, если к Финляндии отойдут Восточная Карелия, часть Мурманской железной дороги и весь Кольский полуостров.
15 мая 1918 года Ставка Маннергейма опубликовала решение правительства Финляндии объявить войну Советской России. В ходе войны область Печенги, ранее не входившая в состав Княжества Финляндского, была занята финскими войсками. По подписанному в 1920 году Тартускому договору район вокруг Печенги 14 октября 1920 передан Финляндии.
В 1921 году в районе были найдены месторождения никеля, в 1934 году оценённые в 5 млн тонн. В 1935 году началась добыча никеля французскими и канадскими компаниями.
В 1931 закончено строительство дороги между Печенгой и городом Соданкюля, начатое в 1916 году. Это привлекло в район Печенги туристов, так как здесь находился единственный на то время финский порт на Баренцевом море, до которого можно было добраться на автомобиле.

#### Советско-финляндская война 1939—1940
Во время советско-финляндской войны 1939—1940, СССР занял район Печенги, однако по окончании войны вернул его обратно Финляндии, за исключением западной части полуострова Рыбачьего. Согласно некоторым точкам зрения, это было сделано из-за возможных осложнений с правительствами стран, которые вели добывающую деятельность в районе; по другой версии[уточнить], в результате войны СССР приобрёл лишь небольшие территории, в основном необходимые для защиты от предполагаемого вторжения.

### Великая Отечественная война
Начиная с 1941 года, Печенга использовалась немецкими войсками и их финскими союзниками для атак на Мурманск. По завершившему советско-финскую войну 1941—1944 годов соглашению о перемирии от 19 сентября 1944 года Финляндия уступила район Печенги СССР; фактическое занятие его территории Красной Армией состоялось в октябре 1944 года, в результате Петсамо-Киркенесской операции. Отошедшая СССР территория была в дальнейшем включена в состав Мурманской области РСФСР.

### Послевоенная и современная Печенга
Указом Президиума Верховного Совета РСФСР от 27 ноября 1945 года Печенга была отнесена к категории рабочих посёлков.
После войны добыча полезных ископаемых в районе была расширена, что отрицательно сказалось на окружающей среде. Непосредственно посёлок Печенга в советское время развивался вокруг военных частей, и, в основном, управлялся военными.
В 1990—2000-е годы Печенга и близлежащие посёлки, где находятся воинские части, пришли в упадок. В них существуют проблемы с обеспечением коммунальными услугами.
Власть в посёлке была недавно передана гражданским структурам, однако большая часть жилья и бытовых объектов до сих пор принадлежит военным.
До мая 2020 года Печенга была административным центром упразднённого городского поселения.

## Население
| 1959  | 1970  | 1979  | 1989  | 2002  | 2009  | 2010  |
| ----- | ----- | ----- | ----- | ----- | ----- | ----- |
| 3458  | ↘2576 | ↘2084 | ↗2671 | ↗2959 | ↘2927 | ↗3188 |
| 2011  | 2012  | 2013  | 2014  | 2015  | 2016  | 2017  |
| ↘3155 | →3155 | ↘3117 | ↘3008 | ↘2949 | ↘2930 | ↗2941 |
| 2018  | 2019  | 2020  | 2021  | 2023  |       |       |
| ↗3128 | ↗3268 | ↗3480 | ↘2206 | ↘2021 |       |       |

Численность населения, проживающего на территории населённого пункта, по данным Всероссийской переписи населения 2010 года составляет 3188 человек, из них 2287 мужчин (71,7 %) и 901 женщина (28,3 %).

### Известные жители
В Печенге родились Герой Советского Союза Владимир Басков (1913), американская актриса Майла Нурми (1921), писатель и художник Андрей Монастырский (1949) и Герой России Игорь Уразаев (1960).
В посёлке Печенга в школе № 5 учился российский рок-музыкант, народный артист России Владимир Кузьмин.

## Хозяйство и транспорт
В основе хозяйства посёлка — деятельность воинских частей МО РФ (200 омсбр); на территории Печенги располагается 8 военных городков, включая военный госпиталь. К западу и северо-западу от посёлка находятся объекты Пограничной службы ФСБ России (пограничные заставы). Действуют также ООО «Нефтяная Компания „Севнефть“» и крабовая фабрика. Торговую деятельность на территории Печенги осуществляет дочернее унитарное предприятие «360 Отдел торговли» Федерального государственного предприятия Управления торговли Северного флота Минобороны РФ. В 2014 году на территории Печенги насчитывалось 5 объектов торговли (магазинов).
Близ южной границы посёлка проходит трасса Р21 «Кола», от которой в направлении Лиинахамари отходит пересекающая центральную часть Печенги дорога Р10. Главные улицы посёлка — Стадионная, Бредова, Печенгское шоссе. В центре посёлка располагается автостанция; имеется автобусное сообщение с Мурманском, Никелем, Лиинахамари. На автодороге «Кола», у южной границы посёлка, находится автозаправочная станция; действует пост военной автоинспекции. В северной части Печенги имеются вертолётная площадка и ведомственное пожарное депо. По территории посёлка проходит железнодорожная ветка Луостари — Печенга без пассажирского движения. В устье реки Печенга имеется причал для маломерных судов.

## Социальная сфера
- МОУ «Средняя общеобразовательная школа № 5»
- Дом офицеров Печенгского гарнизона
- Федеральное государственное казённое учреждение «Военно-морской клинический госпиталь № 1469» Министерства обороны Российской Федерации (пгт Печенга)

Жилищный фонд посёлка представлен двух- и пятиэтажными многоквартирными домами, обслуживаемыми преимущественно ведомственным эксплуатационным учреждением Министерства обороны РФ. Действуют баня и прачечная, амбулатория, библиотека, а также отделение почтовой связи, офис Сбербанка России. Образовательные учреждения представлены средней школой и детским садом. Административные учреждения, включая администрацию городского округа Печенга, находятся в южной части посёлка. Имеется стадион с универсальной спортивной площадкой и хоккейной коробкой.

## Достопримечательности
В южной части посёлка, на берегу реки Печенги, находится мужской Трифонов-Печенгский монастырь Мурманской епархии РПЦ. У примыкания автодороги Р10 к трассе Р21 «Кола» в 1984 году построен мемориальный комплекс «Холм Славы», включающий танк Т-34, мемориал «Защитникам Заполярья» и монумент воину-освободителю.